# Trésor de Béhanzin
Le Trésor de Béhanzin est une collection de vingt-sept pièces données par le général Alfred Dodds au musée d'Ethnographie du Trocadéro.
Durant la Seconde Guerre du Dahomey, ces pièces furent sauvées des flammes par les troupes françaises du colonel Alfred Dodds lors de la prise de la capitale Abomey, à laquelle le roi Béhanzin avait mis le feu suite à sa défaite à la bataille de Kana, préférant voir la ville brûler plutôt que de la laisser aux Français.,,.
Huit pièces furent données en 1893, puis dix-huit deux ans plus tard.
Le 26 août 2016, la république du Bénin présente une demande officielle de restitution des pièces de cette liste, aux termes d'une lettre de son ministre des Affaires étrangères et de la coopération, manifestant une cohérence d'ordre historique, puisque ce sont les œuvres issues du don du général Dodds qui proviennent toutes de la prise d'Abomey. Le 17 décembre 2020, l'Assemblée nationale, sur demande la ministre de la Culture, Roselyne Bachelot, vote la restitution des pièces,,. 
En fait, sur les 27 objets historiques de la cour de Dahomey volés par les troupes françaises, seules 26 sont restitués. Cet écart n'a pas été communiqué immédiatement mais remarqué par Marie-Cécile Zinsou, la présidente de la fondation Zinsou, association béninoise consacrée à l'art contemporain : « je savais que vingt-sept pièces avaient été rapportées en France par Dodds. Mais alors, où se trouvait celle sur laquelle tout le monde faisait l'impasse ? ». Marie-Cécile Zinsou fait part de ses interrogations auprès d'un journaliste de la RFi, Pierre Firtion, le jour du retour de ces biens du trésor royal du Bénin à Cotonou. Ce journaliste, intrigué, mène une enquête. Ses investigations confirment l'existence de ce 27e objet, inscrit dans les inventaires en ligne du musée du Quai Branly, où étaient exposés les trésors royaux avant leur restitution, mais y figure comme étant en « échange sortant » avec le Kulttuurien museo (fi) (« musée des cultures »), un département du musée national de Finlande. Il avait été prêté à l'institution finlandaise bien des années auparavant, en 1939, par Boris Vildé, à l'époque conservateur au musée de l'Homme. Il s'agit d'un kataklè, un tabouret en bois à trois pieds qui servait de trône d'intronisation pour les princes d'Abomey. Oublié, il figure toujours, après vérification, dans les réserves du Kulttuurien museo, en Finlande, et à ce titre n'a pas pu faire partie de l'opération de restitution.

## Liste des26 piècesrestituées (sur 27), du Trésor de Béhanzin
|    | No d'inv. du musée du quai Branly | Descriptif                                                                                                   | Illustration |
| -- | --------------------------------- | --- | ------------ |
| 1  | 71.1893.45.1                      | Statue anthropomorphe du roi Ghézo                                                                           |              |
| 2  | 71.1893.45.2                      | Statue anthropomorphe du roi Glèlè                                                                           |              |
| 3  | 71.1893.45.3                      | Statue anthropomorphe du roi Béhanzin                                                                        |              |
| 4  | 71.1893.45.4                      | Porte du palais royal d'Abomey                                                                               |              |
| 5  | 71.1893.45.5                      | Porte du palais royal d'Abomey                                                                               |              |
| 6  | 71.1893.45.6                      | Porte du palais royal d'Abomey                                                                               |              |
| 7  | 71.1893.45.7                      | Porte du palais royal d'Abomey                                                                               |              |
| 8  | 71.1893.45.8                      | Siège royal                                                                                                  |              |
| 9  | 71.1895.16.1                      | Récade (insigne d'autorité) réservée aux soldats masculins du bataillon blu, composé uniquement d'étrangers  |              |
| 10 | 71.1895.16.2                      | Calebasses royales grattées et gravées d’Abomey, prise de guerre dans les palais royaux                      |              |
| 11 | 71.1895.16.3                      | Autel portatif aseñ hotagati                                                                                 |              |
| 12 | 71.1895.16.4                      | Autel portatif aseñ royal ante mortem du roi Béhanzin                                                        |              |
| 13 | 71.1895.16.5                      | Autel portatif aseñ du palais royal incomplet                                                                |              |
| 14 | 71.1895.16.6                      | Autel portatif aseñ du palais royal incomplet                                                                |              |
| 15 | 71.1895.16.7                      | Trône du roi Glèlè                                                                                           |              |
| 16 | 71.1895.16.8                      | Trône du roi Ghézo (longtemps dit « Trône du roi Béhanzin »)                                                 |              |
| 17 | 71.1895.16.9                      | Autel portatif aseñ hotagati à la panthère, ancêtre des familles royales de Porto-Novo, d'Allada et d'Abomey |              |
| 18 | 71.1895.16.10                     | Fuseau |              |
| 19 | 71.1895.16.11                     | Métier à tisser                                                                                              |              |
| 20 | 71.1895.16.12                     | Pantalon de soldat                                                                                           |              |
| 21 | 71.1895.16.13                     | Siège tripode kataklè sur lequel le roi posait ses pieds                                                     |              |
| 22 | 71.1895.16.14                     | Tunique |              |
| 23 | 71.1895.16.15                     | Récade (insigne d'autorité) réservée aux soldats masculins du bataillon blu, composé uniquement d'étrangers  |              |
| 24 | 71.1895.16.16                     | Récade réservée aux soldats masculins du bataillon blu, composé uniquement d'étrangers                       |              |
| 25 | 71.1895.16.17                     | Autel portatif aseñ du palais royal incomplet                                                                |              |
| 26 | 71.1895.16.18                     | Sac en cuir                                                                                                  |              |